# Штайгер (премия)

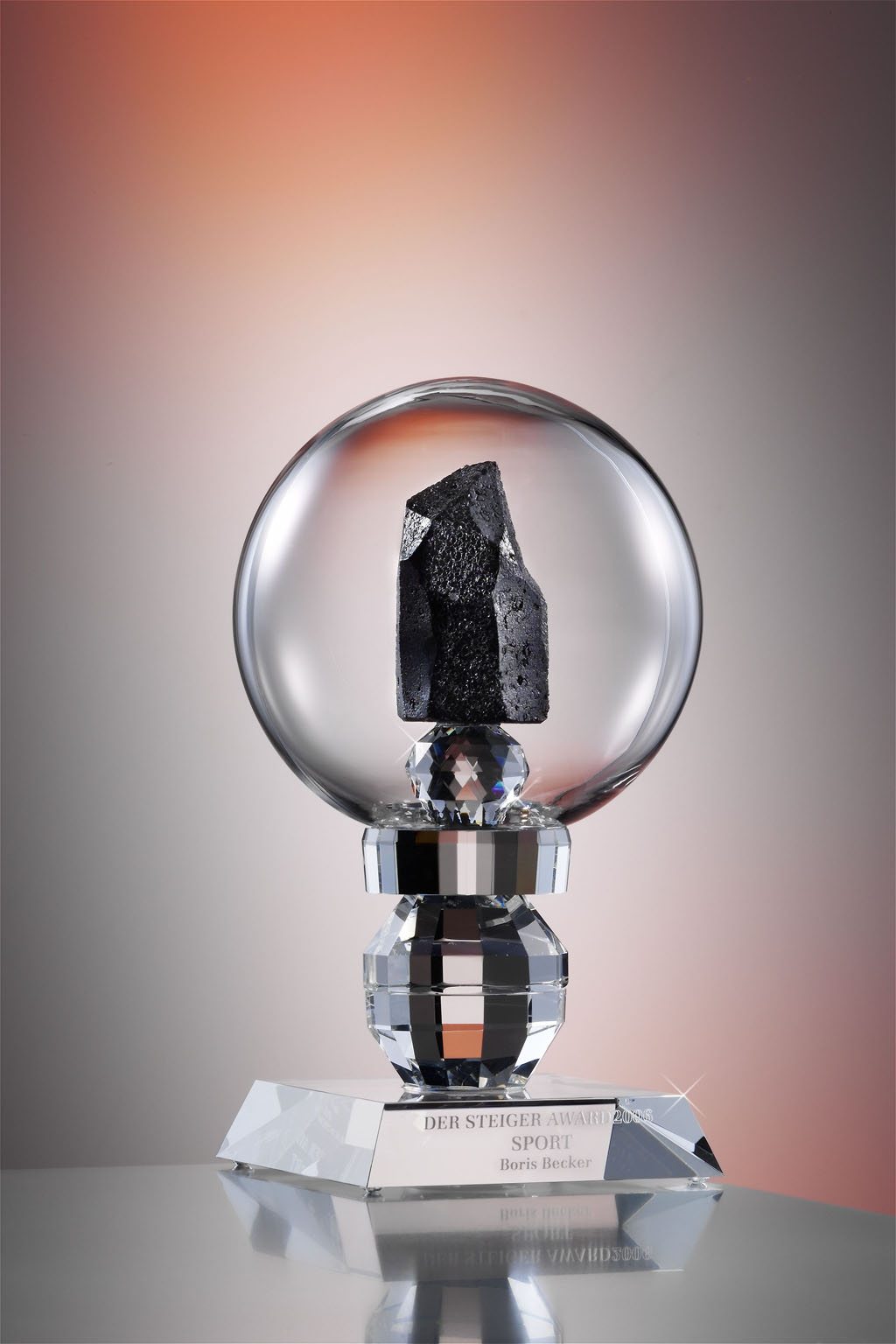
Внешний вид награды

Награда «Steiger Award» или «Der Steiger» — международная награда, учрежденная в 2005 году, присуждается ежегодно специальной организацией, расположенной в городе Бохуме, Германия. Название награды можно перевести как «Горный мастер», так что она отражает такие качества, как ответственность, честность, открытость и усердный труд, которые так ценятся в регионе Северный Рейн-Вестфалия, где и присуждается награда.
Горный мастер отвечает за шахту и рабочих. Премия должна напоминать об этих положительных качествах данной профессии и способствовать культурному, социальному и общественному развитию региона Рейн-Рур.
Премия были инициирована Сашей Хелленом (владельцем компанией Hellen Medien Projekte GmbH). Он финансирует организацию гала-концертов (500 гостей платят 175 евро каждый за вход), принимая помощь от спонсоров (в том числе, сбербанка Бохума и городских коммунальных служб Бохума) и поддержку от отеля высокого класса и автомобильной фирмы города Дормунда. Лауреаты премии не получают призовых денег. Лауреатов премии не выбирают публично, а имена членов комиссии не разглашаются.
Первые два гала-концерта проходили в казино Hohensyburg города Дортмунда. С 2007 года местом проведения церемонии стал зал столетия Бохума (Jahrhunderthalle Bochum). Лауреатов обычно поздравляют видные деятели, а затем им вручают чёрный кусок каменного угля, заделанный в шар из свинцового стекла, который покоится на хрустальном цоколе. Кубок, высотой приблизительно 25 см и весом более 2 кг, изготавливается фирмой Joska Kristall.
Награда присуждается ежегодно тем, кто был отмечен особыми достижениями в благотворительной деятельности, в музыке, кинематографе, СМИ, спорте, защите окружающей среды и строительстве европейского сообщества. Среди победителей можно отметить: Эгона Бара, Удо Юргенса, Жан-Клода Юнкера, Бориса Франца Беккера, сэра Дэвида Фроста, Боба Гелдофа, Максимилиана Шелла, Джорджа Ричарда Чемберлена, Стефани Пауэрс, Робина Хью Гибба, сэра Кристофера Ли, Марка Нопфлера, Клауса Майне, Роджера Долтри, братьев Кличко и Бонни Тайлер.